# Вирахадикусума, Умар
Умар Вирахадикусумао файле (индон. Umar Wirahadikusumah; 10 октября 1924 — 21 марта 2003) — индонезийский военный и политический деятель, четвёртый вице-президент Индонезии (1983—1988).

## Ранние годы жизни
Умар Вирахадикусума родился 10 октября 1924 года в знатной сунданской семье: отец, Ранга Вирахадикусума, имел аристократический титул Раде́н (индон. Raden Rangga Wirahadikusumah). Родители дали сыну хорошее образование в голландских учебных заведениях.
В 1943 году, во время японской оккупации Индонезии Вирахадикусума вступил в ряды созданного оккупационной администрацией индонезийского военного ополчения ПЕТА (индон. PETA, Pembela Tanah Air — «Защитники родины»)
В 1945 году, после провозглашения независимости Индонезии, он вступил в Армию народной безопасности, позже переименованную в Национальную армию Индонезии.

## Начало военной карьеры
Во время Войны за независимость Индонезии Вирахадикусума был адъютантом командующего VI военным округом «Силиванги» (индон. Kodam VI / Siliwangi) Абдула Хариса Насутиона, а позже длительное время командовал эти округом, охватывающим территорию его родной провинции Западная Ява. Участвовал в подавлении Мадиунского восстания 1948 года и восстания под руководством Революционного правительства Республики Индонезии 1958 года.
В 1959 году Вирахадикусума был назначен командующим столичным V военным округом «Джая» (индон. Kodam V/Jaya).

## Движение 30 сентября
Ранним утром 1 октября 1965 года левая военная группировка, известная как Движение 30 сентября и состоящая в основном из младших офицеров, попыталась совершить государственный переворот. По приказу руководителей Движения, была предпринята попытка похищения семи генералов — членов Генерального штаба индонезийской армии. Мятежниками были похищены и позже убиты, либо убиты при попытке похищения, шесть из семи генералов — кроме генерала Насутиона, которому удалось спастись. Узнав об убийстве генералов и о том, что войска мятежников заняли центральную площадь Джакарты Медан Мердека, Вирахадикусума, как командующий столичным военным округом, сообщил об этом руководителю Командования стратегического резерва Сухопутных войск (Кострад) генерал-майору Сухарто и поддержал его усилия по подавлению мятежа.
В полдень 1 октября Вирахадикусума получил от президента Сукарно приказ явиться на площадь Медан Мердека. Сухарто, посчитавший, что приказ был навязан президенту мятежниками, окружившими президентский дворец, посоветовал Умару не выполнять его, что тот и сделал. После поражения мятежа и восстановления контроля правительственных войск над Джакартой, по приказу Вирахадикусумы в городе был введён комендантский час с 18 до 6 часов. Впоследствии им были одобрены массовые репрессии против членов коммунистической партии, руководство которой было обвинено в подготовке мятежа, и всех индонезийцев, заподозренных в симпатиях к коммунизму.

## Карьера при Сухарто
Благодаря тому, что во время событий октября 1965 года Вирахадикусума поддержал Сухарто, последний немало способствовал его карьерному росту. В том же 1965 года Умар сменил Сухарто на посту командующего Кострад, в 1967 году стал заместителем начальника штаба, а в 1969 году — начальником штаба индонезийской армии.
В 1973 году, после завершения военной карьеры, он стал председателем Государственного аудиторского комитета (индон. Badan Pemeriksa Keuangan, ВРК) и занимал эту должность в течение 10 лет. Во время своего пребывания на этом посту он следил за тем, чтобы министерства и другие государственные органы по назначению использовали бюджетные средства; им был сделан неутешительный вывод о том, что все органы государственной власти в Индонезии поражены коррупцией.

## На посту вице-президента
В марте 1983 года Народный консультативный конгресс переизбрал Сухарто на пост президента; Умар Вирахадикусума был избран вице-президентом, сменив на этом посту Адама Малика. Его избрание на второй по значению пост в стране было воспринято индонезийским обществом с удивлением, так как он, имея в целом хорошую репутацию в обществе, не обладал популярностью, которую имели его предшественники Адам Малик и Хаменгкубувоно IX.
Находясь на посту вице-президента, Вирахадикусума активно боролся с коррупцией, практиковал внезапные проверки (иногда инкогнито) на местах для того, чтобы выяснить, как внутренняя политика государства влияет на жизнь простых индонезийцев. Он был глубоко религиозным человеком, и в вице-президентском дворце при нём проводились богослужения.
В марте 1988 года Народный консультативный конгресс, в связи с окончанием вице-президентского срока Вирахадикусумы, избрал на этот пост Судармоно. К этому времени авторитет Вирахадикусумы в обществе вырос настолько, что Судармоно согласился занять вице-президентское кресло только после заявления Умара о том, что он не будет переизбираться на второй срок.

## Последние годы жизни
В мае 1998 года, незадолго до свержения Сухарто, Вирахадикусума и два других бывших вице-президента Индонезии — Судармоно и Три Сутрисно — посетили президента и имели с ним беседу, в ходе которой обменялись мнениями по различным вопросам.
Умар Вирахадикусума скончался 21 марта 2003 года из-за проблем с сердцем и лёгкими.

## Семья
Жену Вирахадикусумы звали Карлина (индон. Karlina), у них было двое детей. Племянник Умара, Агус Вирахадикусума (индон. Agus Wirahadikusumah) в 2000 году занимал пост командующего KOSTRAD.

## Награды
- Орден «Звезда Республики Индонезии» 2-й степени (1983)[7]